# 中国人民政治协商会议湖南省委员会
中国人民政治协商会议湖南省委员会，简称湖南省政协，是中国人民政治协商会议在湖南省的地方组织机构，成立于1955年2月。它的前身是湖南省各界人民代表会议协商委员会（简称湖南省协商委员会）。

## 历届领导

### 第一届
- 任期：1955年2月－1959年12月[1]
- 主席：周小舟
- 副主席：周礼、唐生智、谢晋（1956年8月病故）、李木庵（1956年9月病故）、谢华、曹伯闻、方鼎英（1957年5月任）、郭森、唐伯球
- 秘书长：邓晏如

### 第二届
- 任期：1959年12月－1964年9月[2]
- 主席：张平化
- 副主席：周礼、唐生智、华国锋、谢华、曹伯闻、曹痴、方鼎英、郭森、唐伯球（1960年2月病故）、周世钊、何炳麟、袁福清、凌霞新
- 秘书长：钟华（1960年12月免）、谢介眉（1960年12月任）

### 第三届
- 任期：1962年9月－1977年11月[3]
- 主席：张平化（1966年6月免）
- 副主席：周里、唐生智（1970年4月病故）、华国锋、谢华、曹伯闻（1971年12月病故）、官健平、方鼎英（1976年6月病故）、郭森、周世钊（1976年4月病故）、何炳麟（1966年10月病故）、袁福清（1975年4月病故）、凌霞新、文士桢、吴树基（1968年11月病故）
- 秘书长：孟献国

### 第四届
- 任期：1977年11月－1983年4月[4]
- 主席：毛致用（1979年4月免）、周里（1979年4月任)
- 副主席：万达（1979年4月免）、周里（1979年4月免）、尚子锦、凌霞新（1980年7月病故）、郭森（1979年12月免）、谢华、黄一欧（1981年回月病故）、丁维克、谷子元、卢惠霖、周汝沆、曹鹤荪、杨开智（1982年1月病故）、王延春（1979年4月任）、陶峙岳（1979年4月任，1979年12月免）、何德全（1979年4月任，1983年3月病故）、程星龄（1979年4月任）、罗其南（1979年4月任）、翁徐文（1979年4月任，1981年8月病故）、文士桢（1979年4月任，1981年11月病故）、袁学之（1979年4月任）、陈新民（1979年4月任，1979年12月免）、陈郁发（1979年12月任）、刘亚球（1979年12月任）、黄立功（1979年12月任）、向德（1979年12月任）、穰明德（1980年12月任）、杨第甫（1980年12月任）、陈芸田（1980年12月任）、凌敏猷（1980年12月任）
- 秘书长：邓晏如

### 第五届
- 任期：1983年4月－1988年1月[5]
- 主席：程星龄（1987年10月病故）
- 副主席：杨第甫、佟英、刘亚球（1984年2月病故）、向德（1985年1月病故）、穰明德、凌敏猷、卢惠霖、袁学之、周汝沆、彭铭鼎、徐君虎、陈孝禅、曹国智、姜亚勋、尹长民、周政、陈洪新、刘国安
- 秘书长：尹辉（1985年7月免）、吴立民（1985年7月任）

### 第六届
- 任期：1988年1月－1993年1月[6]
- 主席：刘正
- 副主席：尹长民、周政（1991年5月免）、佟英（1991年5月免）、徐君虎、陈孝禅、刘国安（1991年5月免）、袁隆平、何绍勋、张德仁、韩明、卓康宁（1991年4月增选）、龙禹贤（1991年4月增选）、邓有志（199年4月增选）、阳忠恕（1991年4月增选）
- 秘书长：周政（1988年10月免）、李炎巨（1988年10月代，1989年4月任，1991年4月免）、卓康宁（1991年4月任）

### 第七届
- 任期：1993年1月－1998年1月[7]
- 主席：刘正
- 副主席：卓康宁（1996年8月免）、龙禹贤、邓有志、石玉珍、袁隆平、何绍勋、韩明、阳忠恕、徐有恒、杨汇泉（1994年2月增选）、谢佑卿（1994年2月增选）、方毓棠（1994年2月增选）、陈彰嘉（1996年2月增选）、范多富（1996年2月增选）
- 秘书长：卓康宁（1994年2月免）、周吉太（1994年2月任，1995年1月免）、陈彰嘉（1995年1月任）

### 第八届
- 任期：1998年1月－2003年1月[8]
- 主席：刘夫生（2001年1月免）、王克英（2001年1月任）
- 副主席：石玉珍、陈彰嘉、李贻衡（2001年1月增选）、袁隆平、阳忠恕、方毓棠、范多富、游碧竹、蔡自兴、姚守拙、林子亮、卢光琇
- 秘书长：陈彰嘉（1999年1月免）、李刚铤（1999年1月任）

### 第九届
- 任期：2003年1月－2008年1月[9]
- 主席：胡彪
- 副主席：文选德（2004年1月任）[10]、孙载夫（2007年1月任）[11]、石玉珍（2007年1月任）[11]、李贻衡、袁隆平、姚守拙、卢光琇、章锐夫、阳宝华、王汀明、刘晓、龙国键、谢勇
- 秘书长：李刚铤

### 第十届
- 任期：2008年1月－2013年1月[12]
- 主席：胡彪
- 副主席：石玉珍（2011年1月免）[13]、袁隆平、阳宝华（2011年1月免）[13]、刘晓、龙国键（2011年1月免）[13]、魏文彬、谭仲池、何报翔（2012年1月免）[14]、龚建明、武吉海（2011年1月任）[13]、王晓琴（2011年1月任）[13]、杨维刚（2011年1月任）[13]、张大方（2012年1月任）[14]
- 秘书长：欧阳斌

### 第十一届
- 任期：2013年1月－2018年1月[15]
- 主席：陈求发（2015年5月免）[16]、李微微（2016年1月任）[17]
- 副主席：孙建国（2015年1月任）[18]、武吉海（2016年1月免）[16]、袁隆平（2016年1月免）[16]、刘晓（2016年1月免）[19]、王晓琴（2016年1月免）[16]、杨维刚、张大方、欧阳斌、童名谦（2013年12月免）[20][21]、赖明勇、葛洪元（2014年2月任）、袁新华（2016年1月任）[21][17]、戴道晋（2017年1月任）[22]、胡旭晟（2017年1月任）[22]
- 秘书长：欧阳斌（2014年2月免）[21]、袁新华（2014年2月任[21]、2017年1月免）[19]、卿渐伟（2017年1月任）[23]

### 第十二届
- 任期：2018年1月-2023年1月
- 主席：李微微
- 副主席：戴道晋（2021年1月免）、张大方、赖明勇、胡旭晟、彭国甫（2021年1月免）、贺安杰（2022年1月免）、张健、易鹏飞、张灼华、胡伟林（2021年1月任）、李民（2021年1月任）、乌兰（2022年1月任）、黄兰香（2022年1月任）
- 秘书长：卿渐伟[23]

### 第十三届
- 任期：2023年1月-
- 主席：毛万春
- 副主席：赖明勇、张健、张灼华、胡伟林、李民、肖百灵、虢正贵、潘碧灵、何寄华、汪一光（2025年1月当选）、李建中（2025年1月当选）
- 秘书长：邓群策[24]